# Éric Bauthéac
Éric Bauthéac (Bagnols-sur-Cèze, 24 augustus 1987) is een Frans voetballer die bij voorkeur als linksbuiten speelt. Hij verruilde in 2017 Lille voor Brisbane Roar.

## Clubcarrière
Bauthéac speelde in zijn jeugd bij Bagnols Pont en Saint Étienne. Toen hij daar geen profcontract kon verzilveren trok hij naar Cannes. Bij die club bleef hij drie jaar en scoorde hij vijftien doelpunten in 77 wedstrijden. In 2010 trok hij transfervrij naar Dijon. In twee seizoenen scoorde hij negen doelpunten in 51 wedstrijden voor Dijon. In juni 2012 tekende hij als transfervrije speler een driejarig contract bij Nice. Onder Claude Puel dwong hij meteen een basisplaats af. In zijn eerste seizoen scoorde hij negen doelpunten in 35 competitiewedstrijden. In 2015 verhuisde Bauthéac naar Lille. Twee jaar later trok hij naar Australië om te gaan spelen bij Brisbane Roar.  